# White City (Utah)
White City és una concentració de població designada pel cens dels Estats Units a l'estat de Utah. Segons el cens del 2000 tenia 5.988 habitants.

## Demografia
Segons el cens del 2000, White City tenia 5.988 habitants, 1.796 habitatges, i 1.549 famílies. La densitat de població era de 2.657,4 habitants per km².
Dels 1.796 habitatges en un 41,3% hi vivien nens de menys de 18 anys, en un 69,8% hi vivien parelles casades, en un 11,5% dones solteres, i en un 13,7% no eren unitats familiars. En el 10,2% dels habitatges hi vivien persones soles el 2,8% de les quals corresponia a persones de 65 anys o més que vivien soles. El nombre mitjà de persones vivint en cada habitatge era de 3,33 i el nombre mitjà de persones que vivien en cada família era de 3,55.
Per edats la població es repartia de la següent manera: un 30,9% tenia menys de 18 anys, un 11,2% entre 18 i 24, un 29,2% entre 25 i 44, un 19,9% de 45 a 60 i un 8,8% 65 anys o més.
L'edat mediana era de 30 anys. Per cada 100 dones de 18 o més anys hi havia 99,2 homes.
La renda mediana per habitatge era de 49.103 $ i la renda mediana per família de 50.156 $. Els homes tenien una renda mediana de 34.871 $ mentre que les dones 25.743 $. La renda per capita de la població era de 17.148 $. Entorn del 3,1% de les famílies i el 3,3% de la població estaven per davall del llindar de pobresa.

## Poblacions més properes
El següent diagrama mostra les poblacions més properes.